# アウグスト・フェルスター
アウグスト・フェルスター（August Förster）はドイツのピアノ製造会社である。正式名称は「August Förster GmbH Kunsthandwerklicher Flügel-und-Pianobau」。「Foerster」や時折「Forster」とも翻訳される。現在は40名の従業員を雇用し、年間およそ120台のグランドピアノと150台のアップライトピアノを生産している。

## 歴史
1859年4月1日、アウグスト・フェルスターはドイツ・レーバウに小さなピアノ工房を開いた。1862年にはレーバウのJahn通りに工場を拡大した。今日まで使用されているこの施設はフェルスター家によって拡大・近代化されてきており、オリジナルのアウグスト・フェルスターピアノの製造のための唯一の場所であり続けている。
1897年、ツェーザル・フェルスターは父アウグストの後を継いで会社の経営者となり、1900年にボヘミア（後のチェコスロバキアとチェコ共和国）のゲオルクスヴァルデ（チェコ名はイジーコフ Jiříkov）に2つ目の工場を開いた。
フランツ・ツェザール・フェルスターはオーストリア＝ハンガリー帝国帝室・王室御用達を与えられた。

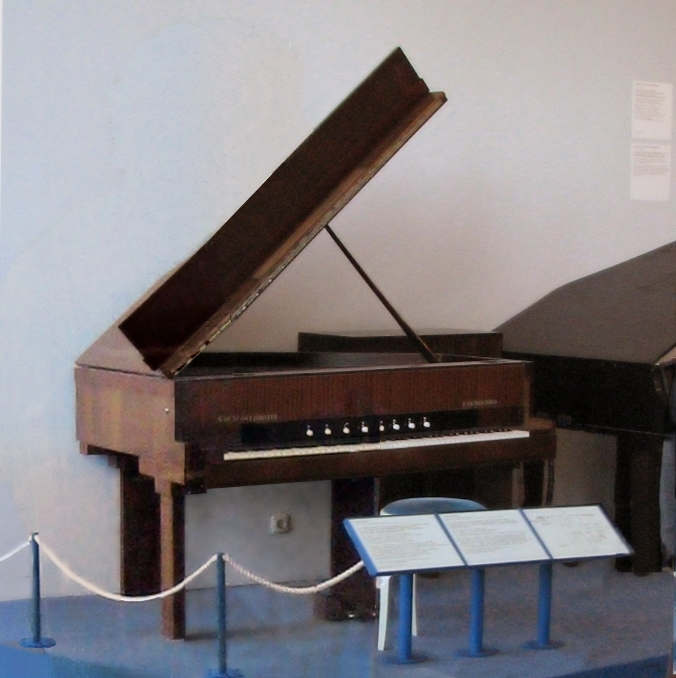
Vierling-Försterピアノ

1937年、フェルスター社は最初の電気ピアノの一つである「Vierling-Förster」ピアノを製造した。このピアノはベルリン工科大学ハインリヒ振動研究所のOskar Vierlingによって開発され、電磁ピックアップを使用している。
第二次世界大戦後、ゲオルクスヴァルデのドイツ系住民は排斥され、1945年にゲオルクスヴァルテ工場は国営化された。新しい国家管理の下で質の高い多くのピアノが生産されたが、1945年以降のチェコ製ピアノはドイツのアウグスト・フェルスターピアノとは無関係である。この「もう一方の」アウグスト・フェルスターは2000年までペトロフ社によってチェコ共和国で生産され、カナダや一部の欧州の国々で販売された。
1972年、東ドイツの国営化の最終段階で会社は国有「VEB Fluegel-und-Pianobau Loebau」に変わった。まだウォルフガング・フェルスターの管理下にあったものの、フェルスター社はVEBドイツピアノ組合ライプツィッヒの一部として併合された。家名は1976年に公式の会社名に戻り、楽器ブランドは「VEB Förster Pianos Loebau」となった。また1976年に、フェルスター社はアメリカ合衆国への輸出を始めた。

## 有名な顧客
多くの高名な音楽家がドイツ製フェルスターピアノを好んできた。その中にはリヒャルト・シュトラウスやセルゲイ・プロコフィエフがおり、どちらもフェルスターピアノを所有していた。また、ジャコモ・プッチーニはフェルスターピアノを使って数多くのオペラを書いた。 Robert Fischer、Alex Duke、アントン・クエルティもまたフェルスターピアノを好んでいたことが記されている。

## 賞
フェルスター・ピアノは品質と音色によって、1987年の「Verleihung der Goldmedaille für den Rokokoflügel（ロココグランドピアノ・金メダル）」を含む多くの賞を受賞してきた。
ラリー・ファインの『The Piano Book』において、ドイツ製アウグスト・フェルスター・ピアノは性能、品質管理、信頼性（一般的な耐久性を意味するファインの用語）の部門で最も高い評価を受けた。「高品質性能ピアノ」のカテゴリーで、ファインは現代のアウグスト・フェルスター・ピアノをC・ベヒシュタインやグロトリアン・シュタインヴェーク、ベーゼンドルファーといった国際的に評判の高い楽器のすぐ下に順位付けした。加えて、ファインは現代フェルスター・ピアノをその「卓越した低音」について称賛し、またレンナー社製アクションの際だった反応の速さについても言及した。

## 大衆文化
アウグスト・フェルスター・ピアノは映画『戦場のピアニスト』に登場した楽器として世界中の観客によって見られた。

## 現行のグランドピアノモデル
| モデル番号 | 全長  | 総重量 | 最も長い低音弦の長さ |
| ---------- | ----- | ------ | -------------------- |
| 170        | 5' 8" | 319 kg | 1385 mm              |
| 190        | 6' 4" | 385 kg | 1480 mm              |
| 215        | 7' 2" | 470 kg | 1750 mm              |
| 275        | 9' 1" | 550 kg | 2080 mm              |

## 現行のアップライトピアノモデル
| モデル番号 | 全長 | 総重量 | 最も長い低音弦の長さ |
| ---------- | ---- | ------ | -------------------- |
| 116        | 46"  | 220 kg | 1280 mm              |
| 125        | 49"  | 265 kg | 1350 mm              |

## 推薦文献
- "Altenburg Piano Hosts August Forster." Music Trades 148.9 (2000): 53.
- Ehrlich, Cyril. The Piano: A History. Oxford, England: Clarendon Press, 1990. ISBN 0-19-816171-9
- Fine, Larry. The Piano Book: Buying and Owning a New or Used Piano, Fourth Edition. Jamaica Plain, MA: Brookside Press, 2005. ISBN 1-929145-01-2
- Good, Edwin. Giraffes, Black Dragons, and Other Pianos: A Technological History from Cristofori to the Modern Concert Grand, Second Edition. Stanford, CA: Stanford University Press, 2001. ISBN 0-8047-4549-8
- Williams, John-Paul.  The Piano: An Inspirational Guide to the Piano and Its Place in History.  New York: Billboard Books, 2002. ISBN 0-8230-8151-6